# EXIT TUNES PRESENTS Vocaloconnection feat.初音ミク
『EXIT TUNES PRESENTS Vocaloconnection feat.初音ミク』（エグジット・チューンズ・プレゼンツ ボカロコネクション フィーチャリング・はつねミク）は、2012年8月1日に発売された、初音ミクなどの音声合成ソフトをボーカルに用いた楽曲を集めたコンピレーション・アルバム。発売元はEXIT TUNES、販売元はポニーキャニオン。
キャッチコピーは「初音ミク、繋がる奇跡 奏でる未来―」

## 概要
VOCALOIDエンジンを利用した音声合成ソフトを用いて制作された人気ボーカル曲を再マスタリング・高音質化、書き下ろし曲のものと合わせ計18曲を収録している。アルバムのタイトルでは「feat.初音ミク」となっているが、MEIKO、KAITO、鏡音リン・レン、巡音ルカ、がくっぽいど（キャラクター名：神威がくぽ）、Megpoid（キャラクター名：GUMI）、IAを用いた楽曲も収録されている。IAはEXIT TUNESの発売するVOCALOIDコンピレーションアルバムのシリーズでは本作が初登場とされている。ジャケットイラストはVocalodreamに引き続き左が担当した。
本作でEXIT TUNESボカロコンピシリーズが10作目となったため、記念サイトも公開されている。また、隠しトラックも収録されている。

## 収録曲
1. イカサマライフゲイム
  - kemu feat.GUMI（作曲・作詞：kemu）
2. Crazy ∞ nighT
  - ひとしずくP×やま△ feat. 初音ミク、鏡音リン・レン、巡音ルカ、KAITO、MEIKO、GUMI、神威がくぽ（作曲・作詞：ひとしずく 編曲・MIX：やま△）
    - 本アルバムのための書き下ろし曲で、Bad ∞ End ∞ Nightの続編。
3. セツナトリップ
  - Last Note. feat.GUMI（作曲・作詞：Last Note.）
    - 音楽ゲームでは、SOUND VOLTEX、REFLEC BEAT、pop'n music、jubeat、GITADORA、ミライダガッキ（以上コナミデジタルエンタテインメント・BEMANIシリーズ）、maimai（セガ）に収録されている。
4. こちら、幸福安心委員会です。
  - うたたP feat.初音ミク（作曲：うたたP 作詞：鳥居羊）
  - 小説（ISBN 978-4-569809663）も発売されている。
5. ハートブレイク・ヘッドライン
  - 40mP feat.GUMI（作曲・作詞：40mP）
    - 本アルバムのための書き下ろし曲。
6. 六兆年と一夜物語
  - kemu feat.IA（作曲・作詞：kemu）
7. Black Board
  - 蝶々P feat. 初音ミク（作曲・作詞：papiyon）
8. 恋愛勇者
  - Last Note. feat.GUMI（作曲・作詞：Last Note.）
    - 本アルバムのための書き下ろし曲。
9. 0→∞への跳動（from 初音ミクの消失小説版）
  - cosMo@暴走P feat.初音ミク（作曲・作詞：cosMo）
    - 作者自身が執筆した小説である『初音ミクの消失-小説版-』（ISBN 978-4758043564）のために書き下ろされた楽曲。
10. moon
  - iroha(sasaki) feat.初音ミク（作曲：iroha(sasaki) 作詞：はっか）
    - 本アルバムのための新録音を収録している。
11. マジカル☆ぬこレンレン
  - オワタP feat. 鏡音レン（作曲・作詞：オワタP 原案：魔法少年ぬこレンレン）
12. のろいのめか゛ね 〜 stray girl in her lenses
  - ぶっちぎりP feat.鏡音リン（作曲・作詞：ぶっちぎりP）
    - 本アルバムのための新録音を収録している。
13. DIVERSITY
  - yanagi feat.KAITO（作曲・作詞：yanagi）
14. 魔女ザルムホーファーの逃亡
  - mothy_悪ノP feat.MEIKO（作曲・作詞：mothy）
15. 再教育 
  - Neru feat.鏡音リン、鏡音レン（作曲・作詞：Neru）
16. 見世物ライフ
  - otetsu × 164 × 蝶々P feat.巡音ルカ（作曲：otetsu 作詞：164 ギターアレンジ：otetsu、164 ピアノアレンジ：蝶々P）
    - 本アルバムのための書き下ろし曲。
17. 風待ちハローワールド
  - add9(ヘリP) feat.初音ミク（作曲：かなき 作詞：add9（ヘリP））
18. bitter
  - keeno feat.初音ミク（作曲・作詞：keeno）
    - 本アルバムのための書き下ろし曲。